# Anke Schäferkordt

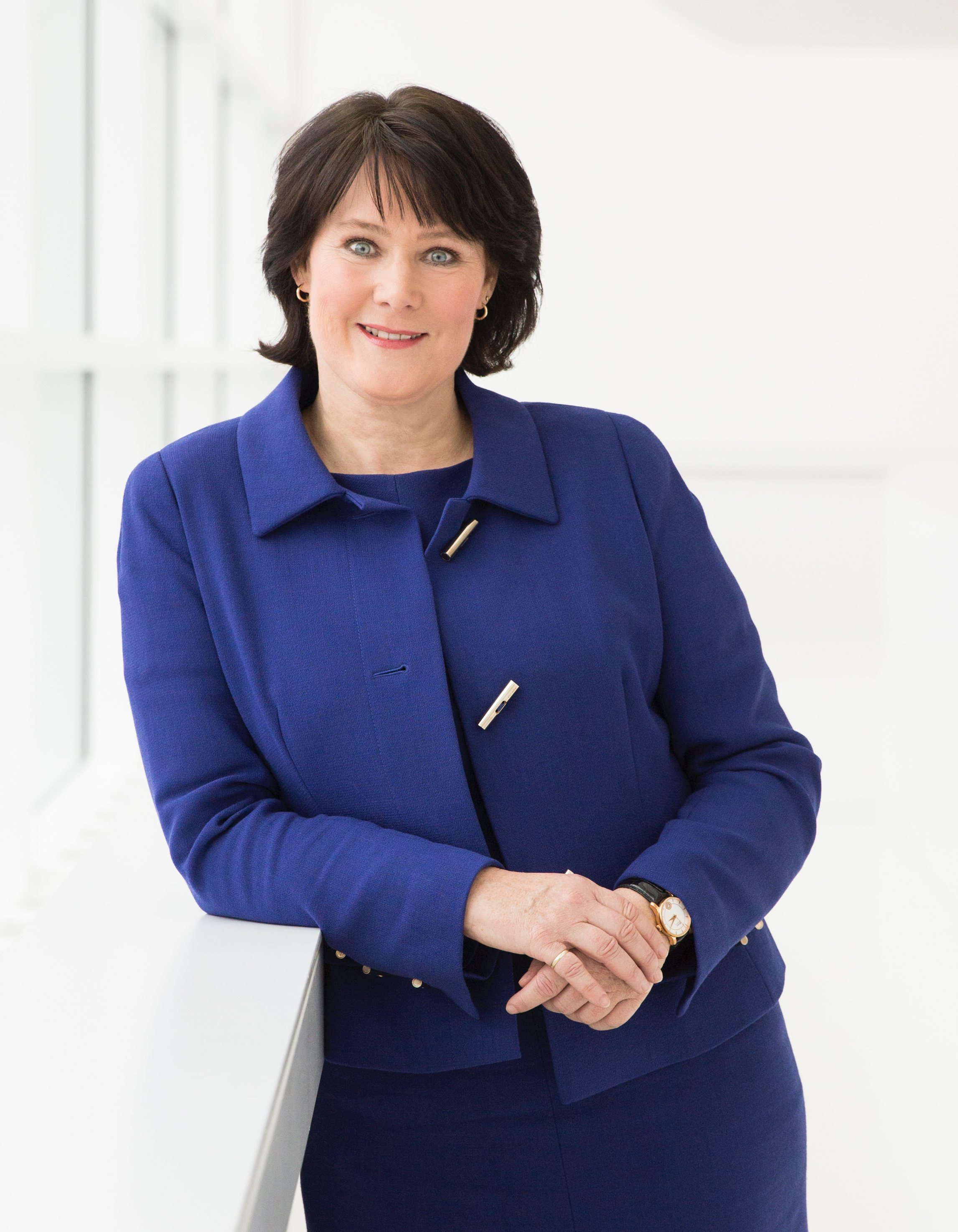
Anke Schäferkordt (2017)

Anke Schäferkordt (* 12. Dezember 1962 in Lemgo) ist eine deutsche Medien-Managerin. Sie war bis Ende 2018 Geschäftsführerin der Mediengruppe RTL Deutschland, RTL Television und Mitglied im Vorstand der Bertelsmann AG. Seit 2019 ist sie Mitglied des Board of Directors von Wayfair, am 14. Mai 2020 wurde sie für eine Amtszeit von fünf Jahren in den BMW-Aufsichtsrat gewählt.

## Beruflicher Werdegang
Sie wuchs in Henstorf auf, ging auf die Grundschule in Kalletal und machte 1982 am Marianne-Weber-Gymnasium in Lemgo ihr Abitur. Anschließend studierte Schäferkordt Betriebswirtschaftslehre an der Universität Paderborn. Nach ihrem Abschluss im Jahr 1988 als Diplomkauffrau begann sie ihre berufliche Laufbahn beim kaufmännischen Führungsnachwuchsprogramm bei der Bertelsmann AG in Gütersloh.
Schäferkordt ist seit 1991 bei der Bertelsmann-Tochter RTL tätig. Dort übernahm sie im Jahr 1992 die Leitung der Abteilung Controlling. Von 1993 bis 1995 war sie Bereichsleiterin Unternehmensplanung und Controlling von RTL Television. Im Jahr 1995 wechselte sie als Kaufmännische Leiterin zu dem Fernsehsender VOX. Von 1997 bis 1999 war sie neben ihrer Aufgabe als CFO auch Programmdirektorin, von 1999 bis 2005 Geschäftsführerin des Senders.
Im Februar 2005 wurde sie Gerhard Zeilers Stellvertreterin bei RTL Deutschland; seit dem 1. September 2005 leitete sie als seine Nachfolgerin die Mediengruppe RTL Deutschland, zu der die Unternehmen RTL Television, VOX, n-tv, RTL II, Super RTL, RTL NITRO, RTL interactive, IP Deutschland, infoNetwork und CBC zählen. Schäferkordt war damit auch Geschäftsführerin des Fernsehsenders RTL.
Von 2012 bis 2017 war sie zusammen mit Guillaume de Posch CEO der übergeordneten RTL Group in Luxemburg, behielt aber zusätzlich noch ein Jahr ihren Posten in Deutschland. Dem Bertelsmann-Vorstand gehört sie ebenfalls seit April 2012 an. Im gleichen Jahr wurde Schäferkordt in die Hall of Fame der deutschen Werbung aufgenommen.
Schäferkordt übergab zum 1. Februar 2013 den Posten als Programmgeschäftsführerin von RTL Television (Deutschland) an den Geschäftsführer von VOX, Frank Hoffmann. Sie ist Vorstandsmitglied bei Bertelsmann und Mitglied des Aufsichtsrates der BASF SE.
Im März 2017 wurde bekanntgegeben, dass Schäferkordt die Position des Co-CEO der RTL Group auf eigenen Wunsch aufgeben wird, um sich auf die Geschäftsführung der RTL Mediengruppe Deutschland zu konzentrieren. Ihren Vorstandsposten im Bertelsmann-Konzern behielt sie.
Im November 2018 kündigte sie an, ihre Posten als Geschäftsführerin der Mediengruppe RTL Deutschland und RTL Television sowie die Mitgliedschaft im Vorstand der Bertelsmann zum Jahresende 2018 niederzulegen. Ihr Nachfolger bei der Mediengruppe RTL Deutschland wurde Bernd Reichart.
Michael Hanfeld nannte sie in der Frankfurter Allgemeinen Zeitung die „Lotsin“ des Privatfernsehens, die „an allen Fronten“ im Wettbewerb mit den öffentlich-rechtlichen Sendern und den Streamingdiensten erfolgreich gekämpft habe.
Im September 2019 trat Schäferkordt dem Board of Directors des amerikanischen eCommerce Unternehmens Wayfair bei.
Auf der BMW-Hauptversammlung am 14. Mai 2020 wurde sie für eine Amtszeit von fünf Jahren neu in den BMW-Aufsichtsrat gewählt.

## Privat
Sie lebt mit ihrem langjährigen Lebensgefährten, dem Historiker Harald Biermann, in Köln.

## Auszeichnungen
- 2003: Deutscher Mediapreis – Mediapersönlichkeit des Jahres
- 2012: Hall of Fame der deutschen Werbung
- 2014: Mestemacher Preis Managerin des Jahres
- 2017: Hall of Fame der Fakultät für Wirtschaftswissenschaften der Universität Paderborn